# Bélavár
Bélavár (kroatisch Belovar) ist eine ungarische Gemeinde im Kreis Barcs im Komitat Somogy.

## Geografische Lage
Bélavár liegt 51 Kilometer südwestlich des Komitatssitzes Kaposvár und 26 Kilometer nordwestlich der Kreisstadt Barcs, unmittelbar an der Grenze zu Kroatien, zwei Kilometer vom linken Ufer des Flusses Drau entfernt. Nachbargemeinden sind Vízvár und Somogyudvarhely.

## Geschichte
Im Jahr 1913 gab es in der damaligen Kleingemeinde 116 Häuser und 900 Einwohner auf einer Fläche von 3913 Katastraljochen. Sie gehörte zu dieser Zeit zum Bezirk Nagyatád im Komitat Somogy.

## Sehenswürdigkeiten
- Römisch-katholische Kirche Szent Vid templom, erbaut 1878
- Standbild von Béla IV. (IV. Béla szobor)
- Umgebung mit zum Teil seltenen Pflanzen und Tieren

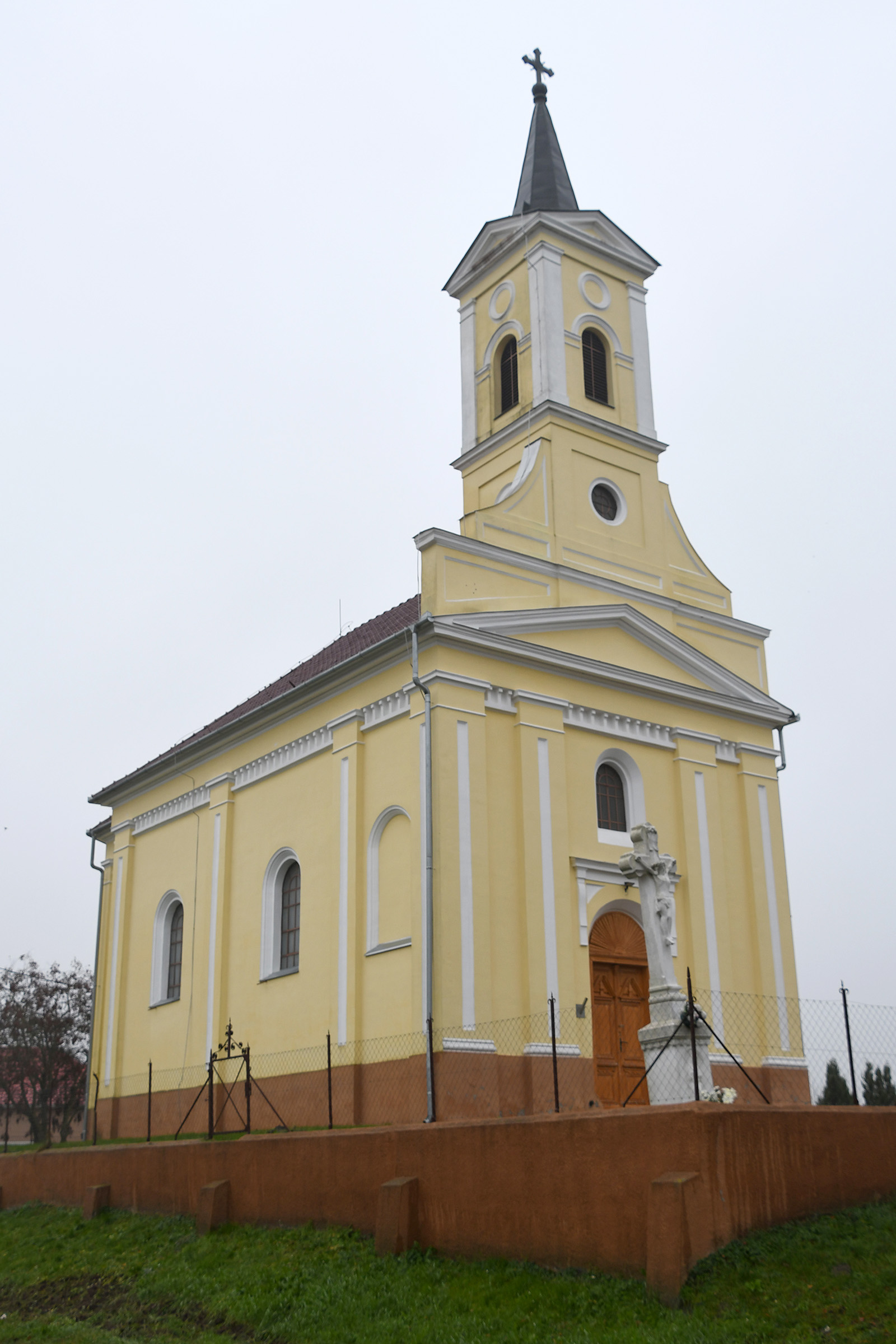
Römisch-katholische Kirche Szent Vid templom
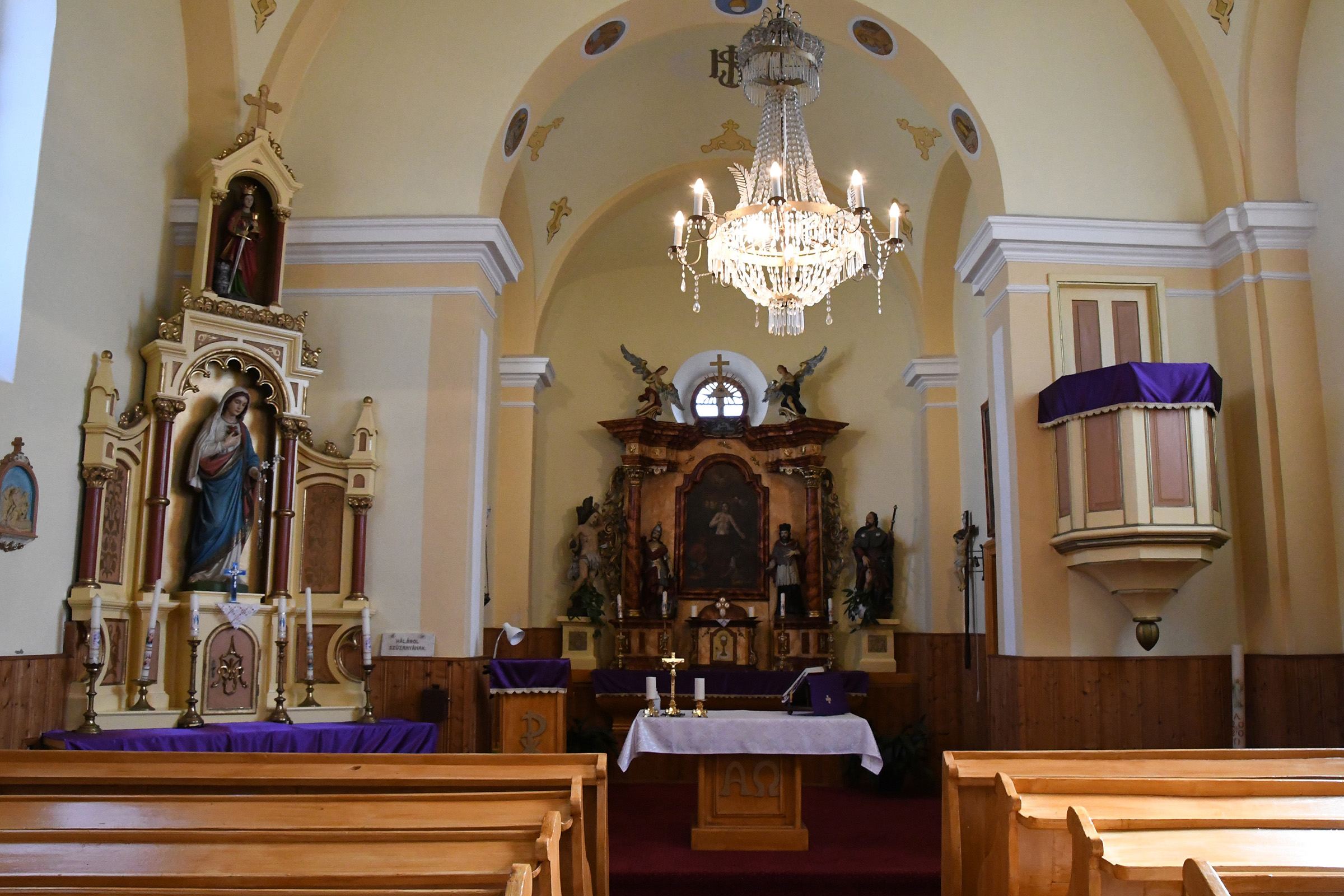
Innenraum der Kirche
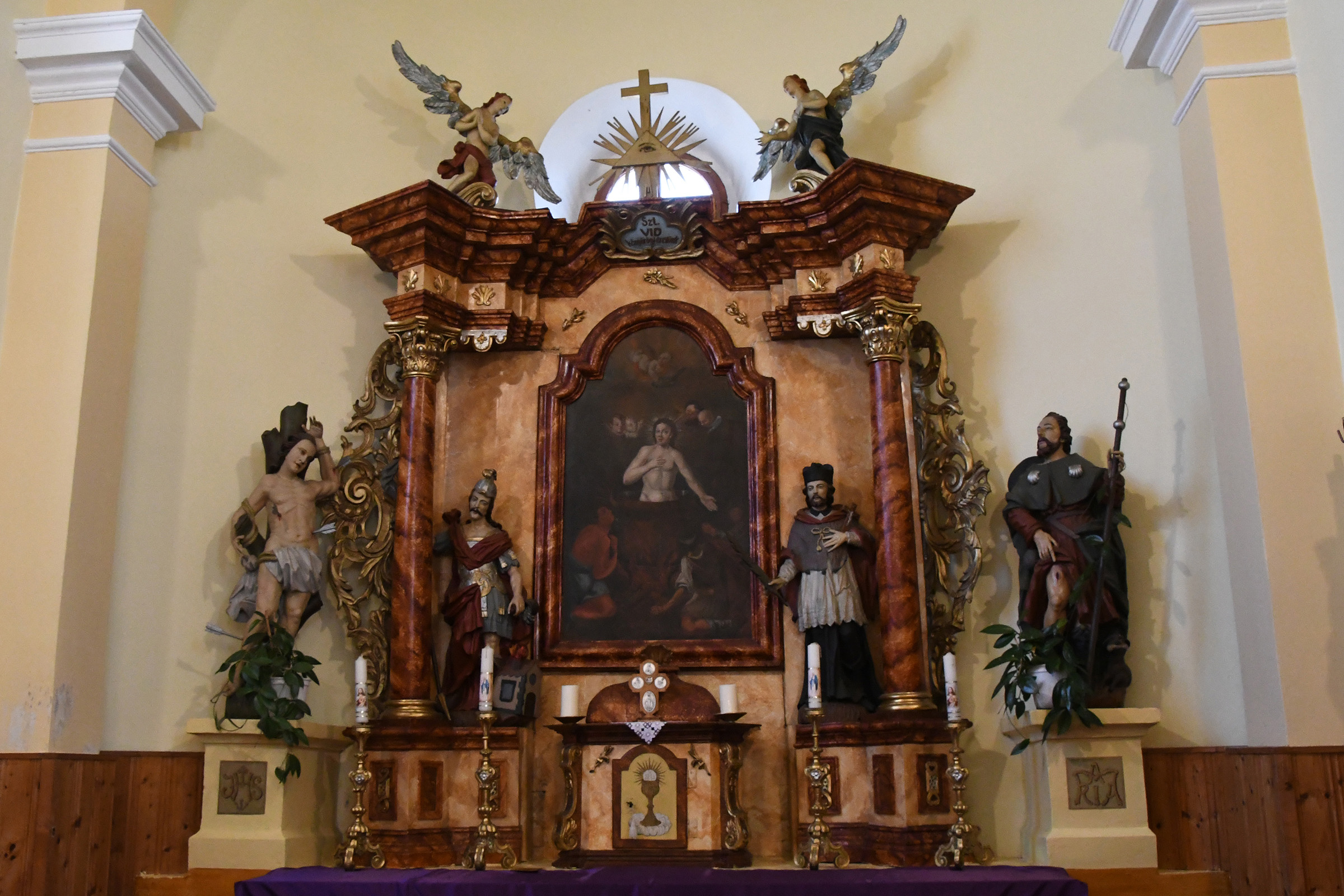
Altar in der Kirche

## Verkehr
Durch Bélavár verläuft die Landstraße Nr. 6801. Der am westlichen Rand der Gemeinde liegende Bahnhof ist angebunden an die Eisenbahnstrecke von Pécs nach Gyékényes. Weiterhin bestehen Busverbindungen nach Somogyudvarhely sowie über Heresznye, Babócsa und Komlósd nach Barcs.